# Hesperis straussii
Hesperis straussii är en korsblommig växtart som beskrevs av Joseph Friedrich Nicolaus Bornmüller. Hesperis straussii ingår i släktet hesperisar, och familjen korsblommiga växter. Inga underarter finns listade i Catalogue of Life.